# Patryk Walicki
Patryk Walicki (29 mei 2003) is een Pools-Belgisch voetballer met Poolse roots die sinds 2023 uitkomt voor Francs Borains.

## Clubcarrière
Walicki genoot zijn jeugdopleiding bij Diegem Sport. Op 13 september 2020 maakte hij er zijn officiële debuut in het eerste elftal: in de bekerwedstrijd tegen Olsa Brakel (0-1-verlies) liet trainer Nico Van Nerom hem invallen. Ook op de eerste twee speeldagen van Tweede afdeling VV B liet Van Nerom hem invallen, dit tegen respectievelijk SC City Pirates Antwerpen en KFC Houtvenne. Zijn seizoen 2020/21 ging wel grotendeels in rook op door de stopzetting van de amateurcompetities vanwege de coronapandemie.
In het tussenseizoen maakte Walicki de overstap naar Beerschot VA. Daar sloot hij aanvankelijk aan bij de beloften. Midden oktober nam Javier Torrente hem voor het eerst op in de wedstrijdselectie naar aanleiding van de competitiewedstrijd tegen KV Mechelen. In januari 2022 mocht hij met de A-kern mee op winterstage in Spanje. Op 13 februari 2022 maakte hij zijn officiële debuut in het eerste elftal van Beerschot: in de competitiewedstrijd tegen KV Kortrijk, die Beerschot met 2-1 won, liet interim-trainer Greg Vanderidt hem in de 84e minuut invallen voor Ramiro Vaca.
Eind februari 2022, amper twee weken na zijn profdebuut, ondertekende Walicki een driejarig profcontract bij KAA Gent. In het seizoen 2022/23 speelde hij twaalf competitiewedstrijden voor Jong KAA Gent, het beloftenelftal van Gent dat dat seizoen instroomde in Eerste nationale.
In juli 2023 werd Walicki door Gent voor een seizoen uitgeleend aan Francs Borains, dat in het seizoen 2022/23 naar Eerste klasse B gepromoveerd was. Mede door blessureleed kwam hij dat seizoen weinig aan spelen bij de Henegouwenaars: Walicki speelde elf wedstrijden in alle competities, waarvan slechts drie als basisspeler. Desondanks nam Francs Borains hem na afloop van het seizoen definitief over van Gent.

## Clubstatistieken
| Seizoen         | Club             | Land            | Competitie           | Competitie | Competitie | Beker | Beker | Supercup | Supercup | Europees | Europees | Totaal | Totaal |
| Seizoen         | Club             | Land            | Competitie           | Wed.       | Dlp.       | Wed.  | Dlp.  | Wed.     | Dlp.     | Wed.     | Dlp.     | Wed.   | Dlp.   |
| --------------- | ---------------- | --------------- | -------------------- | ---------- | ---------- | ----- | ----- | -------- | -------- | -------- | -------- | ------ | ------ |
| 2020/21         | Diegem Sport     | Vlag van België | Tweede afdeling VV B | 2          | 0          | 1     | 0     | —        | —        | —        | —        | 3      | 0      |
| 2021/22         | Beerschot VA     | Vlag van België | Eerste klasse A      | 1          | 0          | 0     | 0     | —        | —        | —        | —        | 1      | 0      |
| 2022/23         | Jong KAA Gent    | Vlag van België | Eerste nationale     | 12         | 1          | —     | —     | —        | —        | —        | —        | 12     | 1      |
| 2023/24         | → Francs Borains | Vlag van België | Eerste klasse B      | 9          | 0          | 2     | 0     | —        | —        | —        | —        | 11     | 0      |
| 2024/25         | Francs Borains   | Vlag van België | Eerste klasse B      | 2          | 0          | 0     | 0     | —        | —        | —        | —        | 2      | 0      |
| Carrière totaal | Carrière totaal  | Carrière totaal | Carrière totaal      | 26         | 1          | 3     | 0     | 0        | 0        | 0        | 0        | 29     | 1      |

Bijgewerkt op 9 januari 2025.

## Interlandcarrière
Walicki, die in België opgroeide, speelde in 2022 twee jeugdinterlands voor Polen –20.